# Rozchodník
Rozchodník (Sedum) je rod rostlin z čeledi tlusticovitých (Crassulaceae). Rod má více než 400 druhů (zejména na severní polokouli), v České republice se vyskytuje 6 původních druhů, některé další zplaňují z kultury.
Jsou to suchomilné byliny se silně dužnatými listy zadržujícími vodu a pětičetné (výjimečně čtyřčetné či šestičetné) květy.  Jsou známy především jako půdopokryvné rostlinky dosahující výšky několika málo centimetrů.
Z rodu rozchodník byly v minulosti vyčleněny nyní samostatné rody: Dudleja (Dudleya), rozchodnice (Rhodiola) a v zahradách oblíbený rozchodníkovec (Hylotelephium), obvykle vyššího vzrůstu. V řadě případů, i ´při prodeji, bývají nadále uváděny jako rod "rozchodník".

## Zástupci
- rozchodník anglický (Sedum anglicum)
- rozchodník bílý (Sedum album)
- rozchodník bledožlutý (Sedum ochroleucum, syn Petrosedum ochroleucum)
- rozchodník bledý (Sedum pallidum)
- rozchodník drsnolistý (Sedum dasyphyllum)
- rozchodník Forsterův (Sedum forsterianum)
- rozchodník horský (Sedum alpestre)
- rozchodník huňatý (Sedum villosum)
- rozchodník chlupatý (Sedum pilosum)
- rozchodník kamčatský (Sedum kamtschaticum)
- rozchodník kopisťolistý (Sedum spathulifolium)
- rozchodník květonosný (Sedum floriferum)
- rozchodník lydijský (Sedum lydium)
- rozchodník mateřídouškový (Sedum oreganum)
- rozchodník Middendorfův (Sedum middendorffianum)
- rozchodník Morganův (Sedum morganianum)
- rozchodník netřeskovitý (Sedum sempervivoides)
- rozchodník oregonský (Sedum oregonense)
- rozchodník ostrý (Sedum acre)
- rozchodník pochybný (Sedum spurium)
- rozchodník roční (Sedum annuum)
- rozchodník rozvolněný (Sedum divergens)
- rozchodník skalní (Sedum reflexum)
- rozchodník suchomilný (Sedum rupestre)
- rozchodník šestiřadý (Sedum sexangulare)
- rozchodník šlahounovitý (Sedum sarmentosum)
- rozchodník španělský (Sedum hispanicum)
- rozchodník temný (Sedum atratum)
- rozchodník tmavomodrý (Sedum cyaneum)
- rozchodník topololistý (Sedum populifolium)
- rozchodník trojčetný (Sedum ternatum)
- rozchodník úzkoplátečný (Sedum stenopetalum)
- rozchodník zvrhlý (Sedum hybridum)[3][4]

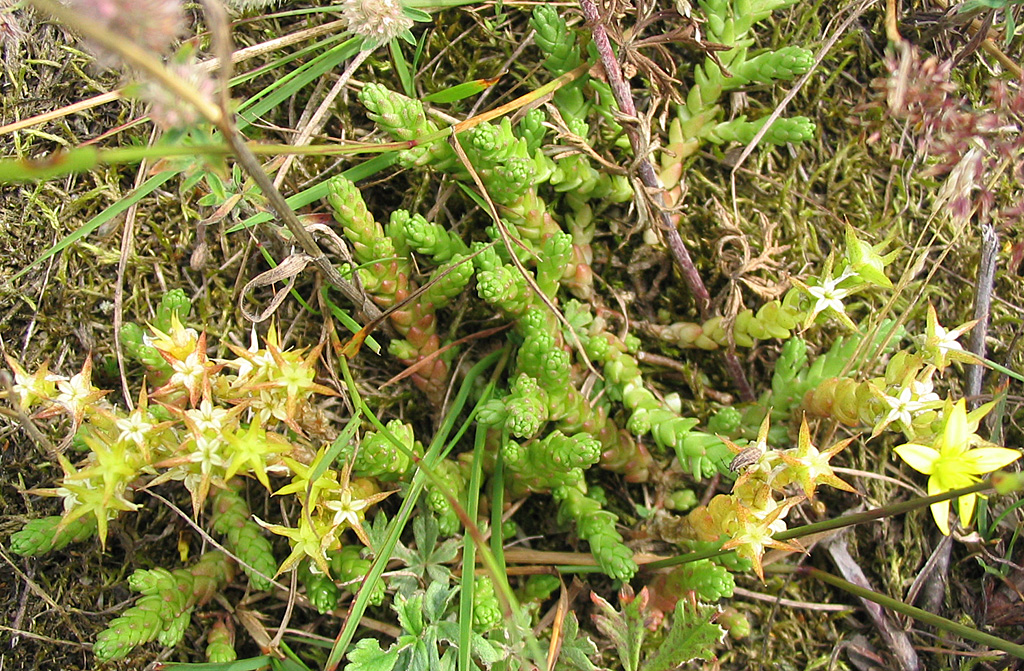
Rozchodník ostrý
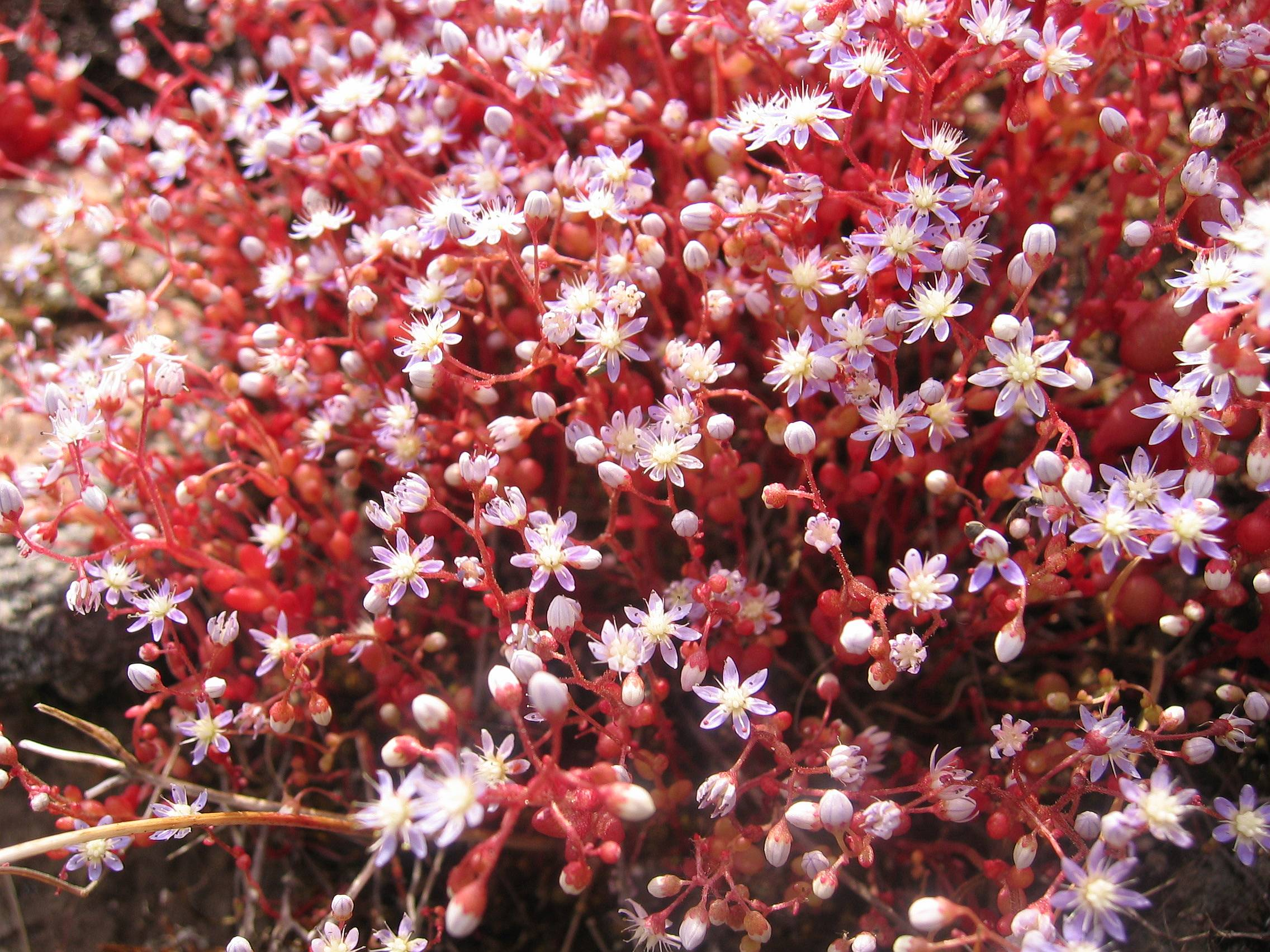
Sedum caeruleum
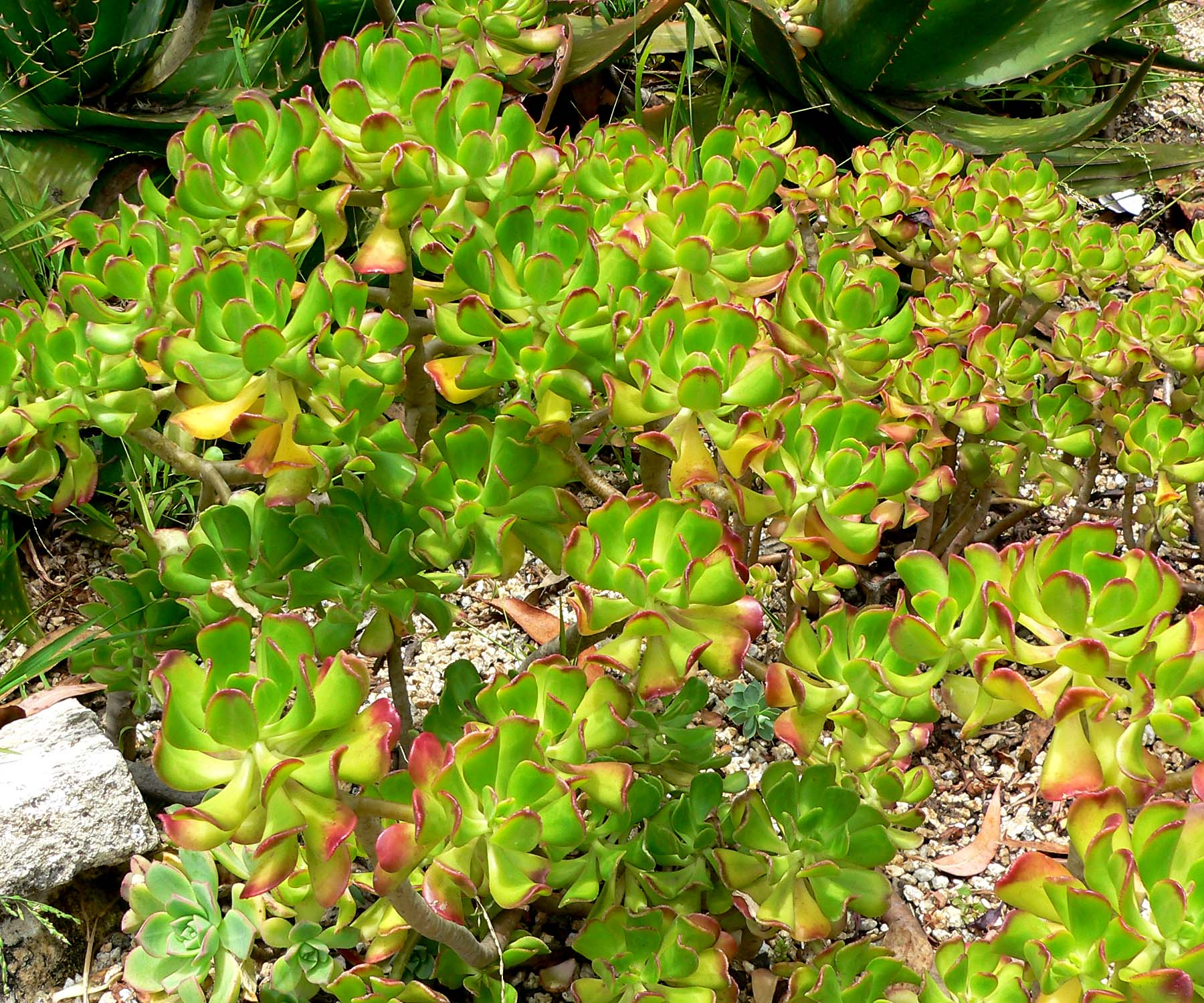
Sedum dendroideum
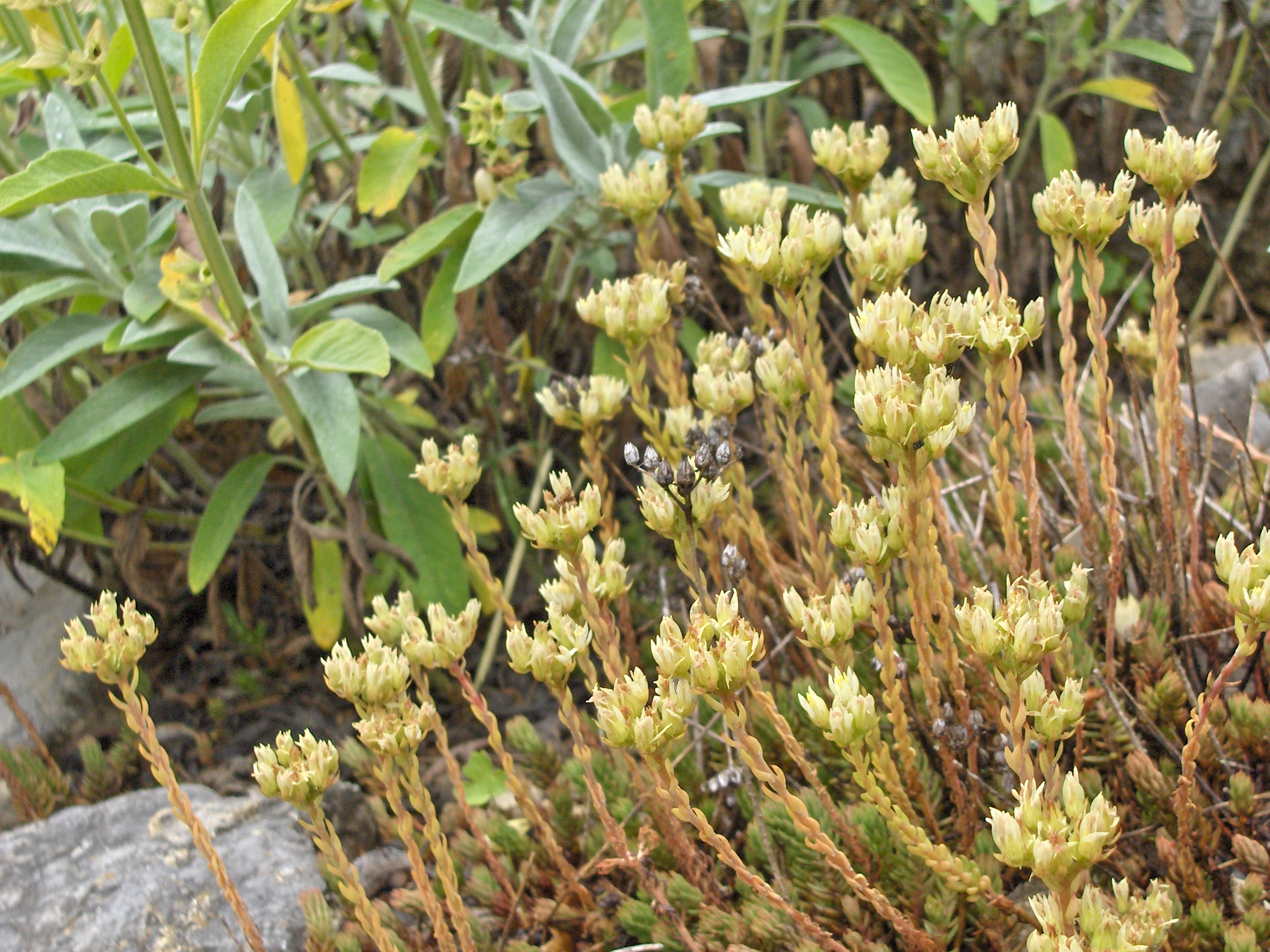
Rozchodník bledožlutý
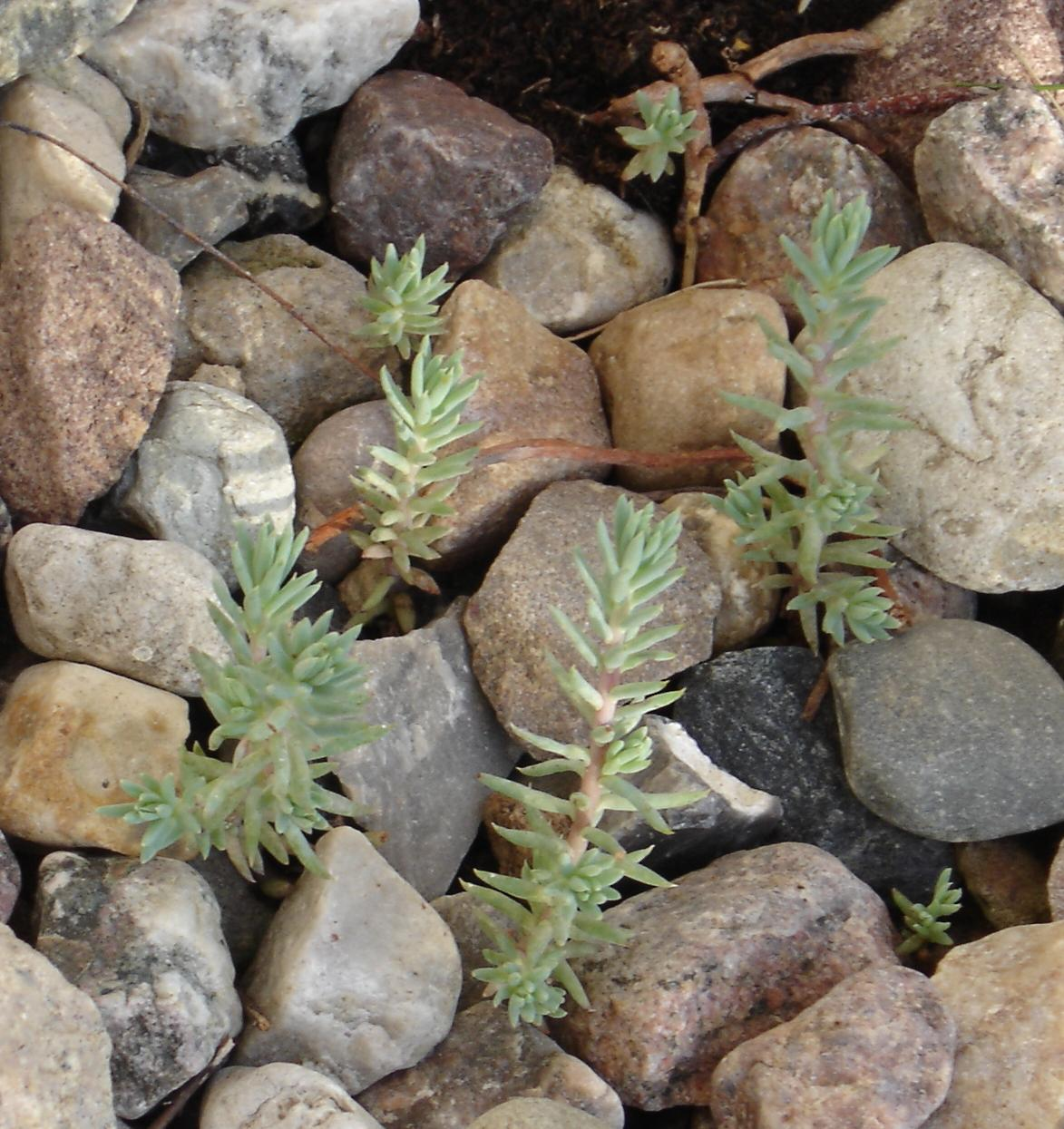
Rozchodník skalní
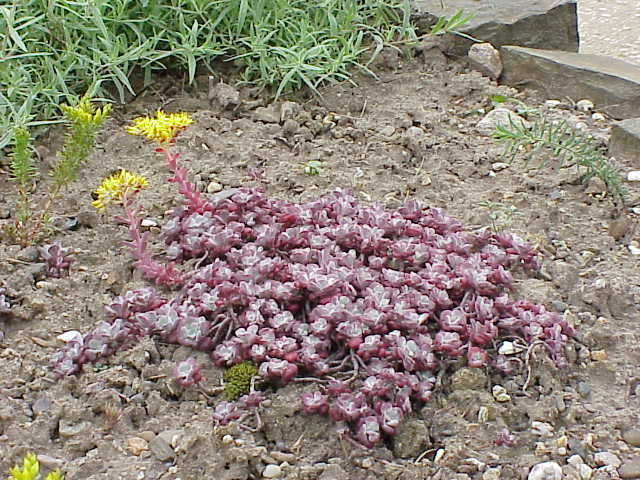
Rozchodník lžicolistý
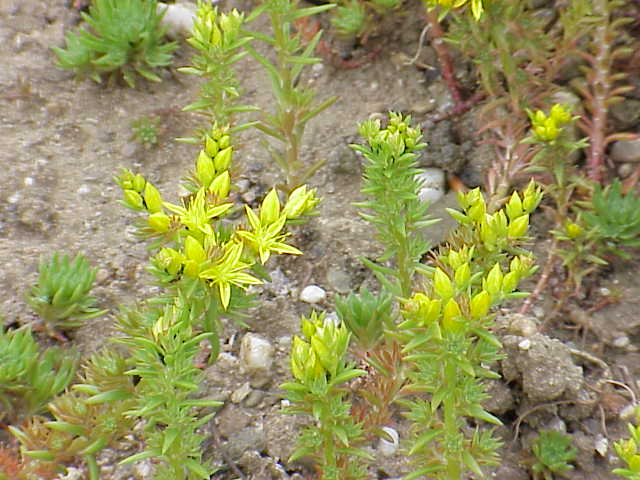
Rozchodník úzkoplátečný
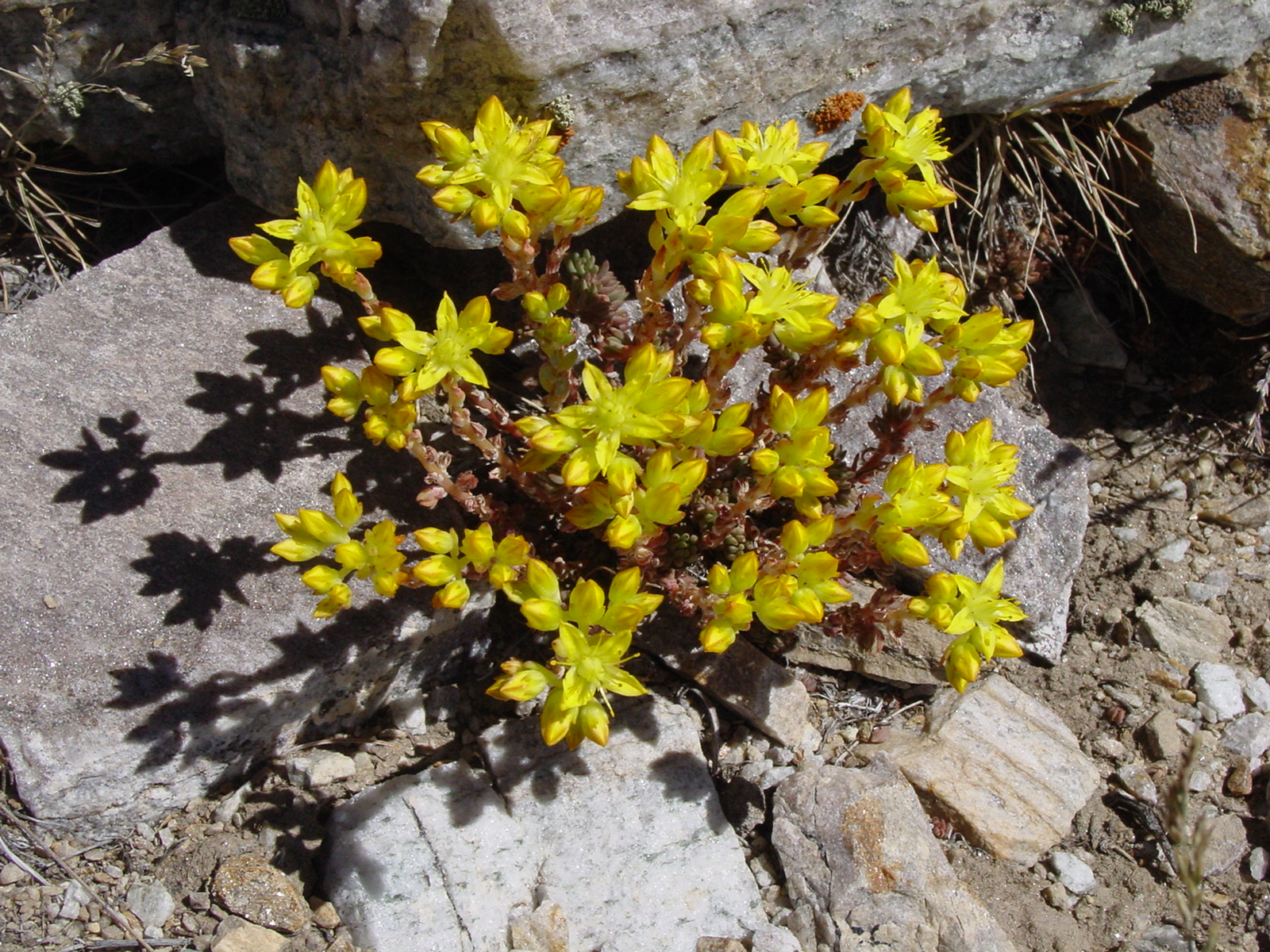
Sedum lanceolatum

## Nově vyčleněné rody

### Dudleja(Dudleya)
- Dudleya caespitosa (dříve Sedum cotyledon)
- Dudleya edulis (dříve Sedum edule)

### Rozchodnice(Rhodiola)
- Rhodiola rhodantha (dříve Sedum rhodanthum)
- Rhodiola rosea (dříve Sedum rhodiola, Sedum roanense, Sedum rosea)
- Rhodiola pachyclados ( dříve Sedum pachyclados)

### Rozchodníkovec(Hylotelephium)
Jedná se o vysoké rozchodníky oblíbené v našich zahradách
- Hylotelephium spectabile (dříve Sedum spectabile)
- Hylotelephium telephioides (dříve Sedum telephioides)
- Hylotelephium telephium

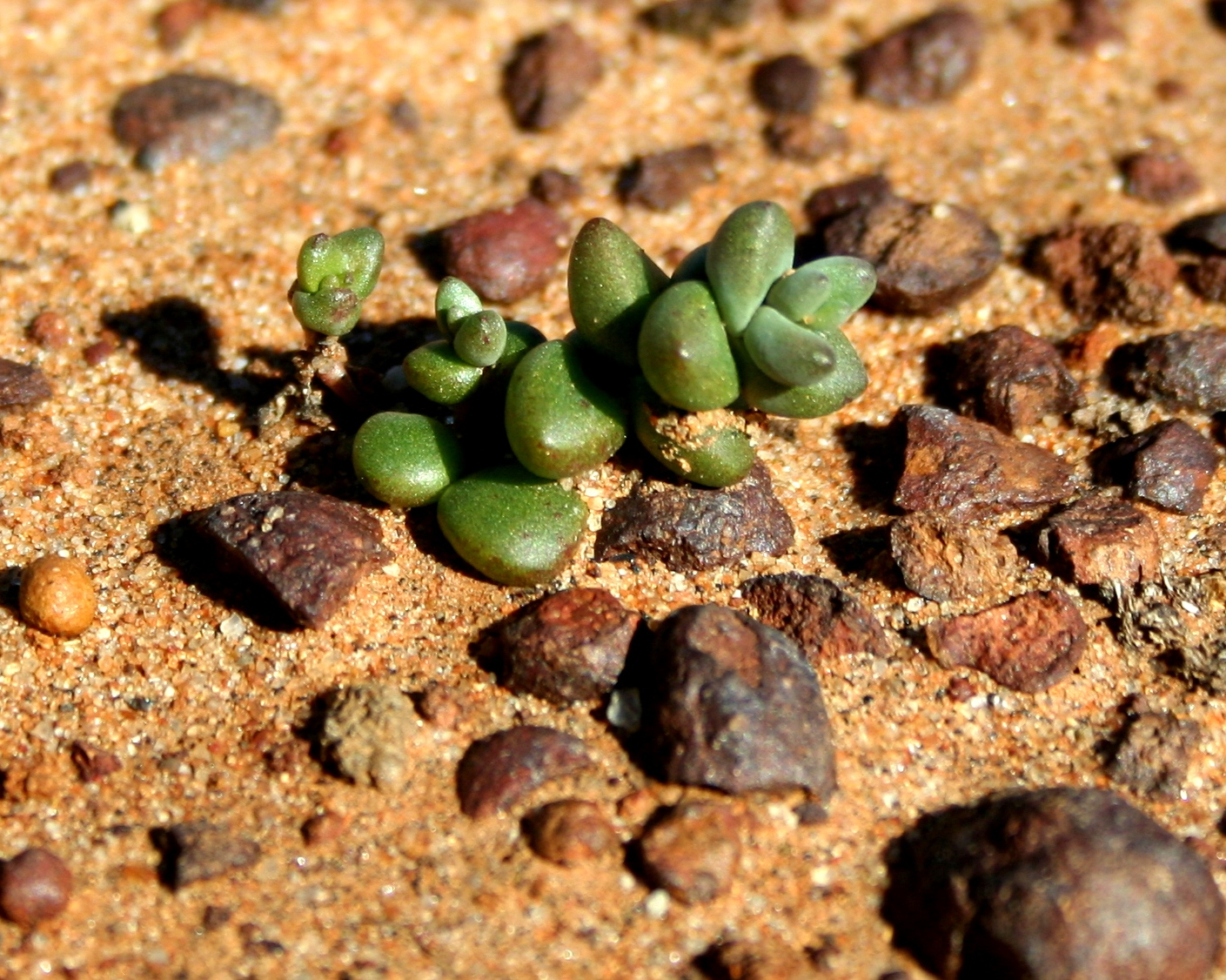
Dudleja
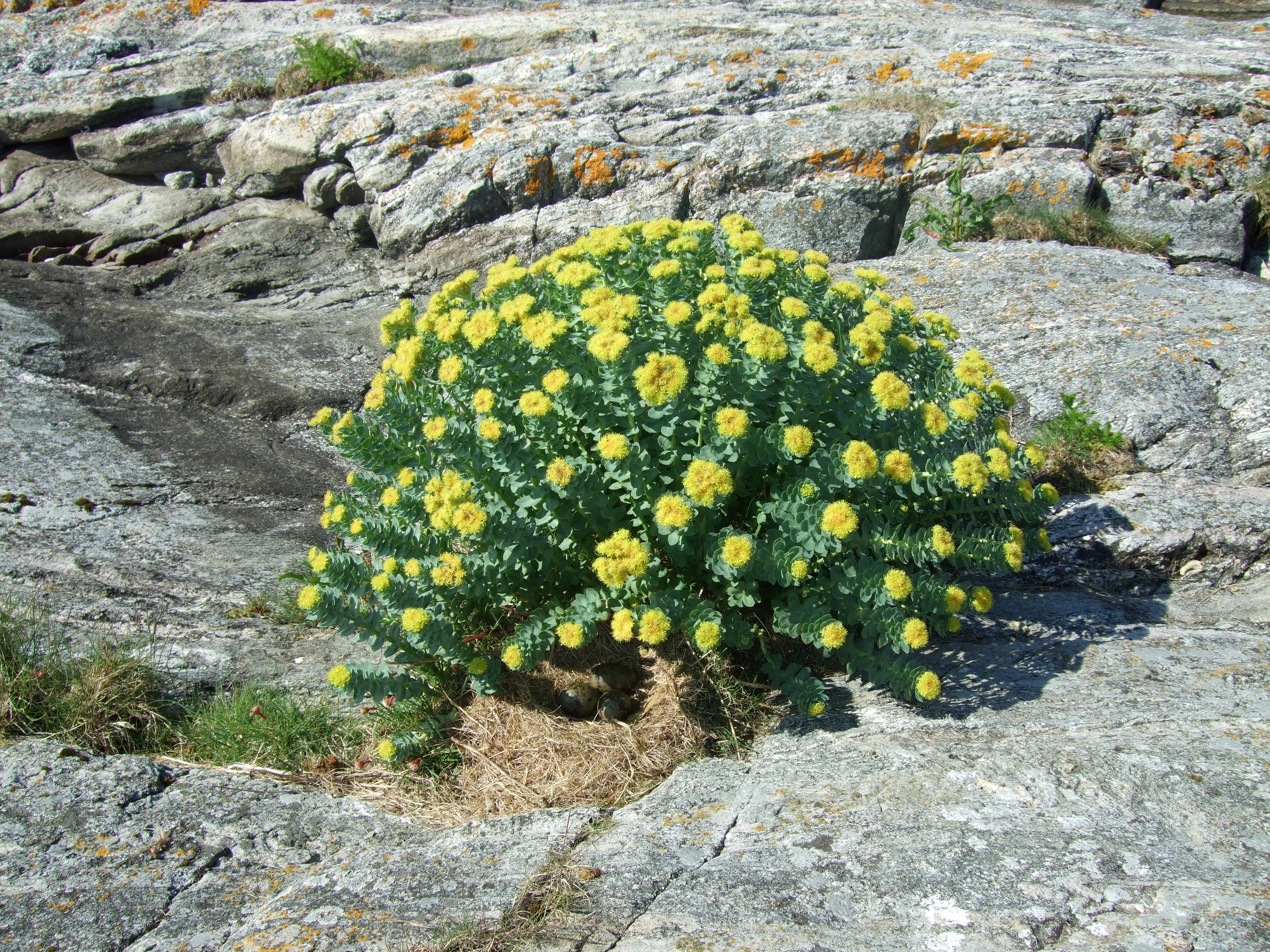
Rozchodnice růžová
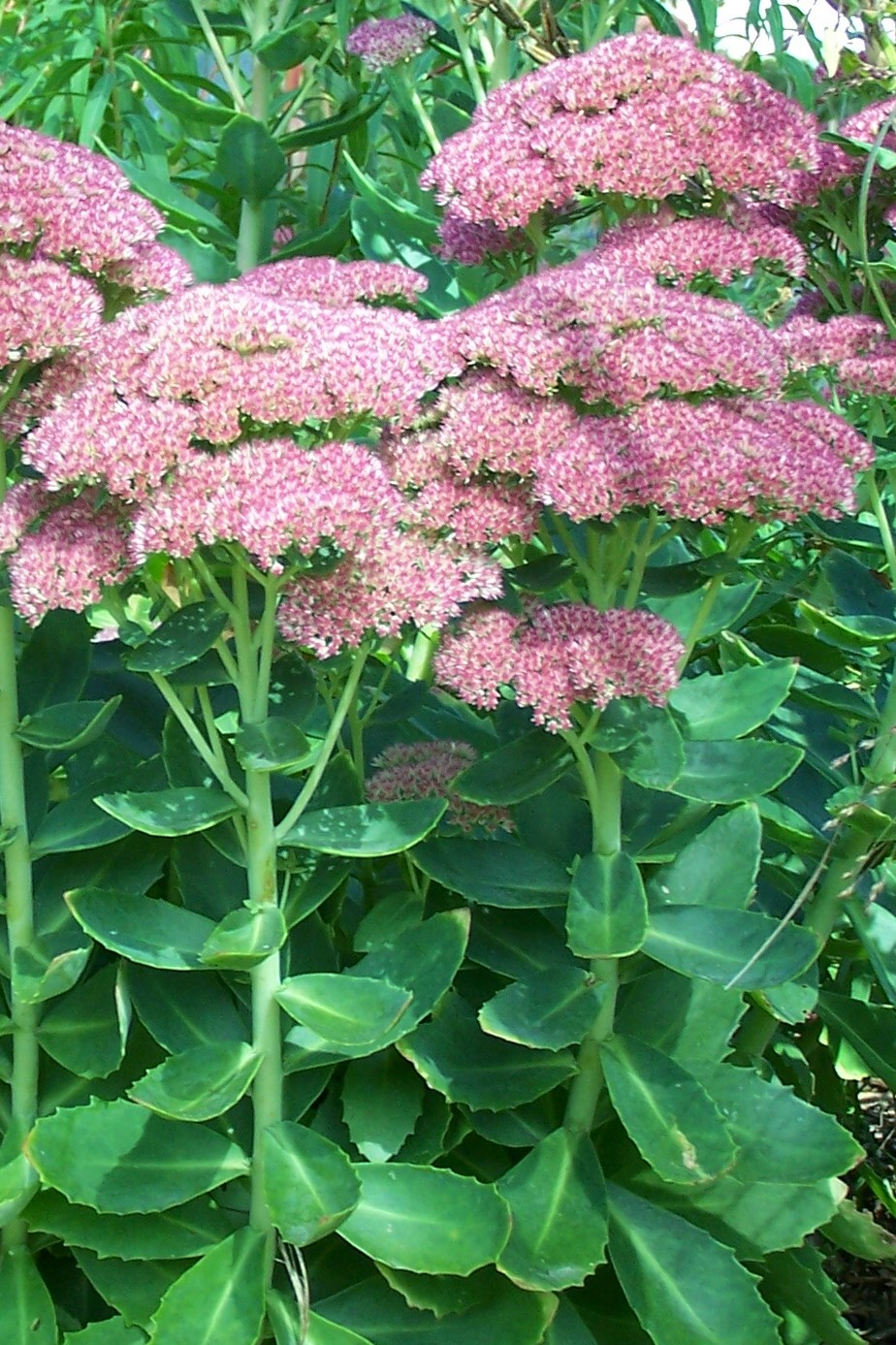
Rozchodníkovec nachový